# Árva Brooklyn (film)
Az Árva Brooklyn (eredeti cím: Motherless Brooklyn) 2019-ben bemutatott amerikai neo-noir bűnügyi filmdráma, melynek rendezője, forgatókönyvírója és producere Edward Norton. A film Jonathan Lethem 1999-es azonos című regénye alapján készült. A főbb szerepekben Edward Norton, Bruce Willis, Gugu Mbatha-Raw, Bobby Cannavale, Cherry Jones, Alec Baldwin és Willem Dafoe látható.
Világpremierje a Telluride Filmfesztiválon volt 2019. augusztus 30-án. Az Amerikai Egyesült Államokban 2019. november 1-én mutatta be a mozikban a Warner Bros. Pictures. Magyarországon a szinkronos változat 2021 január közepén jelent meg DVD-n.
Általánosságban pozitív értékeléseket kapott a kritikusoktól: dicsérték Norton alakítását és a film ötleteit, de kritikával illették a játékidőt és a regénytől való eltéréseket. A 77. Golden Globe-díjátadón a film jelölést kapott legjobb eredeti filmzene kategóriában.

## Szereplők
| Szerep            | Színész             | Magyar hang        |
| ----------------- | ------------------- | ------------------ |
| Lionel Essrog     | Edward Norton       | Kaszás Gergő       |
| Frank Minna       | Bruce Willis        | Dörner György      |
| Laura Rose        | Gugu Mbatha-Raw     | Pálmai Anna        |
| Moses Randolph    | Alec Baldwin        | Csankó Zoltán      |
| Paul Randolph     | Willem Dafoe        | Reviczky Gábor     |
| Tony Vermonte     | Bobby Cannavale     | Görög László       |
| Gabby Horowitz    | Cherry Jones        | Vándor Éva         |
| trombitás férfi   | Michael K. Williams | Nagypál Gábor      |
| Julia Minna       | Leslie Mann         | Kisfalvi Krisztina |
| Gilbert Coney     | Ethan Suplee        | Elek Ferenc        |
| Danny Fantl       | Dallas Roberts      | Fesztbaum Béla     |
| William Lieberman | Josh Pais           | Epres Attila       |
| Billy Rose        | Robert Ray Wisdom   | Schneider Zoltán   |
| Lou               | Fisher Stevens      | Háda János         |

## A film készítése
A film jelentősen eltér a könyvtől. Miután 1999-ben elolvasta Lethem regényét, közel 20 évbe telt, mire Nortonnak sikerült megfilmesítenie a történetet. Bár a könyvben elbeszélt események napjainkban zajlanak, Norton úgy érezte, a cselekmény és a párbeszéd inkább a noirra jellemző környezetbe illik. A film ezért az 1950-es években játszódik, több hozzáadott cselekményszállal.[forrás?]
A szereplőgárda 2018 februárjára lett teljes, a forgatás ebben a hónapban el is kezdődött.

## Bemutató
Világpremierje a Telluride Filmfesztiválon volt 2019. augusztus 30-án. Ugyanebben az évben bemutatták a Torontói Nemzetközi Filmfesztiválon, a Vancouver Nemzetközi Filmfesztiválon, a New York-i Filmfesztiválon, a Mill Valley Filmfesztiválon, a Chicago Nemzetközi Filmfesztiválon, a Római Filmfesztiválon, a San Diego Nemzetközi Filmfesztiválon és a Haifa Nemzetközi Filmfesztiválon.
Az Egyesült Államokban 2019. november 1-jén mutatták be a mozikban.